# Palù
Palù là một đô thị thuộc tỉnh Verona, Ý. Đô thị này có dân số 1.234 người.
Đô thị này có diện tích 13,47 km2.